# 巴比拉
巴比拉（ببيلا）镇是敘利亞的一座城镇，由大馬士革省負責管轄，位於該國西南部，距離首都大馬士革市中心大马士革烈士广场4千米，距离赛以黛·宰奈布陵约4千米。
该区域内多住宅，拥有数座大型市场、购物中心、商场。2004年人口统计有居民341625人。

## 区域划分
巴比拉镇辖下有三个区：巴比拉区（حي ببيلا） 、 赛义迪区（حي سيدي）和格扎兹区（حي القزاز）
33°28′22″N 36°20′4″E / 33.47278°N 36.33444°E